# Терзі Євгеній Ігорович
Євгеній Ігорович Терзі (нар. 27 червня 1997, Одеса, Україна) — український футболіст, опорний півзахисник киргизстанського клубу «Мурас Юнайтед».

## Біографія
Євгеній Терзі є вихованцем одеського футболу, а саме ДЮСШ-11 «Чорноморець» (перший тренер Анатолій Мацанський). У Дитячо-юнацькій футбольній лізі грав також за ФК «Одеса». У 2015—2017 роках виступав у Юнацькому (U-19) та Молодіжному чемпіонатах України за луганську «Зорю».
Сезон 2017/18 розпочав у ФК «Суми», але вже у серпні 2017 року покинув команду, не провівши за неї жодної гри. 1 листопада того ж року приєднався до одеської «Жемчужини». Дебютував на професійному рівні вже за три дні у грі Першої ліги проти «Геліоса» (0:3), замінивши на 67-ій хвилині Руслана Паламаря. 4 травня 2018 року «Жемчужина» припинила існування, і Терзі разом з іншими футболістами команди отримав статус вільного агента.
19 липня 2018 року гравець підписав контракт з харківським клубом «Металіст 1925». Дебютував у новій команді 22 липня у грі першого туру Першої ліги 2018/19 «Металіст 1925» – «Агробізнес» (2:0). На цю гру Терзі вийшов у стартовому складі та був замінений на Івана Калюжного на 67-ій хвилині. Всього за харків'ян зіграв 11 матчів у чемпіонаті та 1 — у Кубку України. 30 січня 2019 року припинив співпрацю з «Металістом 1925».
У травні — червні 2019 року Терзі підтримував форму, виступаючи у Чемпіонаті Одеської області за команду «Олімп» (Кирнички). У липні 2019 року став гравцем клубу Другої ліги «Полісся» (Житомир). Взяв участь у 17-ти іграх команди, в яких забив 2 голи. За результатами сезону 2019/20, якій у Другій лізі не було дограно через пандемію коронавірусу, житомирський клуб посів друге місце в своїй групі та вийшов до Першої ліги. 15 серпня 2020 року Терзі покинув «Полісся».
9 вересня 2020 року підписав контракт з херсонським «Кристалом», що виступав в Першій лізі. Наприкінці 2020 року покинув цей клуб.
25 лютого 2021 року став гравцем ДФК «Дайнава», клубу вищого дивізіону чемпіонату Литви.
1 лютого 2022 року підписав контракт з клубом «Подгориця», який виступав у вищому дивізіоні чемпіонату Чорногорії.

## Титули і досягнення
- Володар Кубка Киргизстану: 2024